# Marano Lagunare
Marano Lagunare (friülà Maran) és un municipi italià, dins de la província d'Udine, a la regió de la Bassa Friülana. L'any 2007 tenia 1.997 habitants. Limita amb els municipis de Carlino, Grado (GO), Latisana, Lignano Sabbiadoro, Muzzana del Turgnano, Palazzolo dello Stella, Precenicco i San Giorgio di Nogaro.

## Administració
| Període | Identitat           | Partit      |
| ------- | ------------------- | ----------- |
| 2004-   | Graziano Pizzimenti | Centredreta |